# Metaleptyphantes dubius
Metaleptyphantes dubius là một loài nhện trong họ Linyphiidae.
Loài này thuộc chi Metaleptyphantes. Metaleptyphantes dubius được George Hazelwood Locket & Anthony Russell-Smith miêu tả năm 1980.